# Hypsibius simoizumii
Hypsibius simoizumii är en djurart som tillhör fylumet trögkrypare, och som beskrevs av Fusa Sudzuki H. 1964. Hypsibius simoizumii ingår i släktet Hypsibius och familjen Hypsibiidae. Inga underarter finns listade i Catalogue of Life.